# Agout
Pour les articles homonymes, voir Agout (homonymie).
L'Agout ou Agoût [aɡu(t)]  est une rivière du Sud de la France, dans les deux départements de l'Hérault et du Tarn, dans la région Occitanie. C'est un important affluent gauche du Tarn, donc un sous-affluent de la Garonne.

## Étymologie
Attesté sous la forme Aguotis en 819, du bas-latin *ad-guttum « canal, égout » (E. Nègre, Noms de lieux du Tarn, § 81).

## Géographie
Il prend sa source à 1 100 m d'altitude, tout près du bois de Bétirac et de la ferme dite du Rec d'Agout (ou de l'Éspinouse, ferme auberge qui appartenait à la famille Bétirac depuis au moins le XVIe siècle jusqu'au début du XXe) en occitan dans le parc naturel régional du Haut-Languedoc près du sommet de l'Espinouse dans les monts d'Espinouse en Haut-Languedoc département de l'Hérault et conflue dans le Tarn à Saint-Sulpice-la-Pointe département du Tarn, à 94 m d'altitude.
La longueur de son cours d'eau est de 194,4 km.
La superficie de son bassin versant est de 3 528 km2 et compte 200 000 habitants.

### Toponymes
L'Agout a donné son hydronyme aux trois communes suivantes : Fraisse-sur-Agout, La Salvetat-sur-Agout, Vielmur-sur-Agout.

### Départements et principales communes traversées
L'Agout traverse trente-six communes (trois dans l'Hérault et les autres dans le Tarn).
- Hérault : Cambon-et-Salvergues, La Salvetat-sur-Agout, Fraisse-sur-Agout.
- Tarn : Anglès, Lamontélarié, Fontrieu, Brassac, Le Bez, Lacrouzette, Vabre, Montredon-Labessonié, Roquecourbe, Burlats, Castres, Navès, Saïx, Fréjeville, Sémalens, Vielmur-sur-Agout, Puylaurens, Guitalens-l'Albarède, Serviès, Saint-Paul-Cap-de-Joux, Damiatte, Teyssode, Fiac, Viterbe, Lavaur, Labastide-Saint-Georges, Ambres, Saint-Jean-de-Rives, Giroussens, Saint-Lieux-lès-Lavaur, Coufouleux, Saint-Sulpice-la-Pointe.

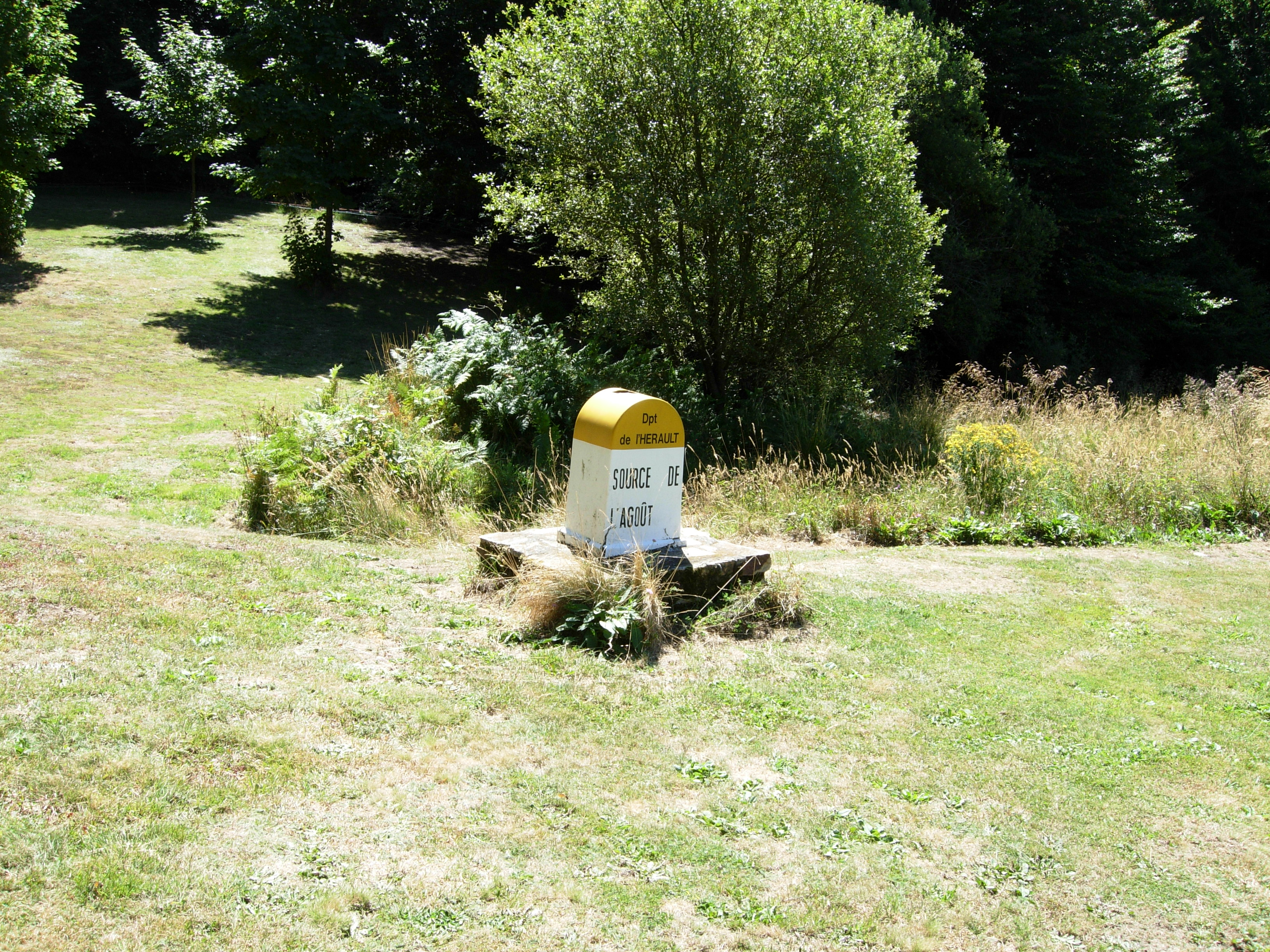
Source à Cambon-et-Salvergues.
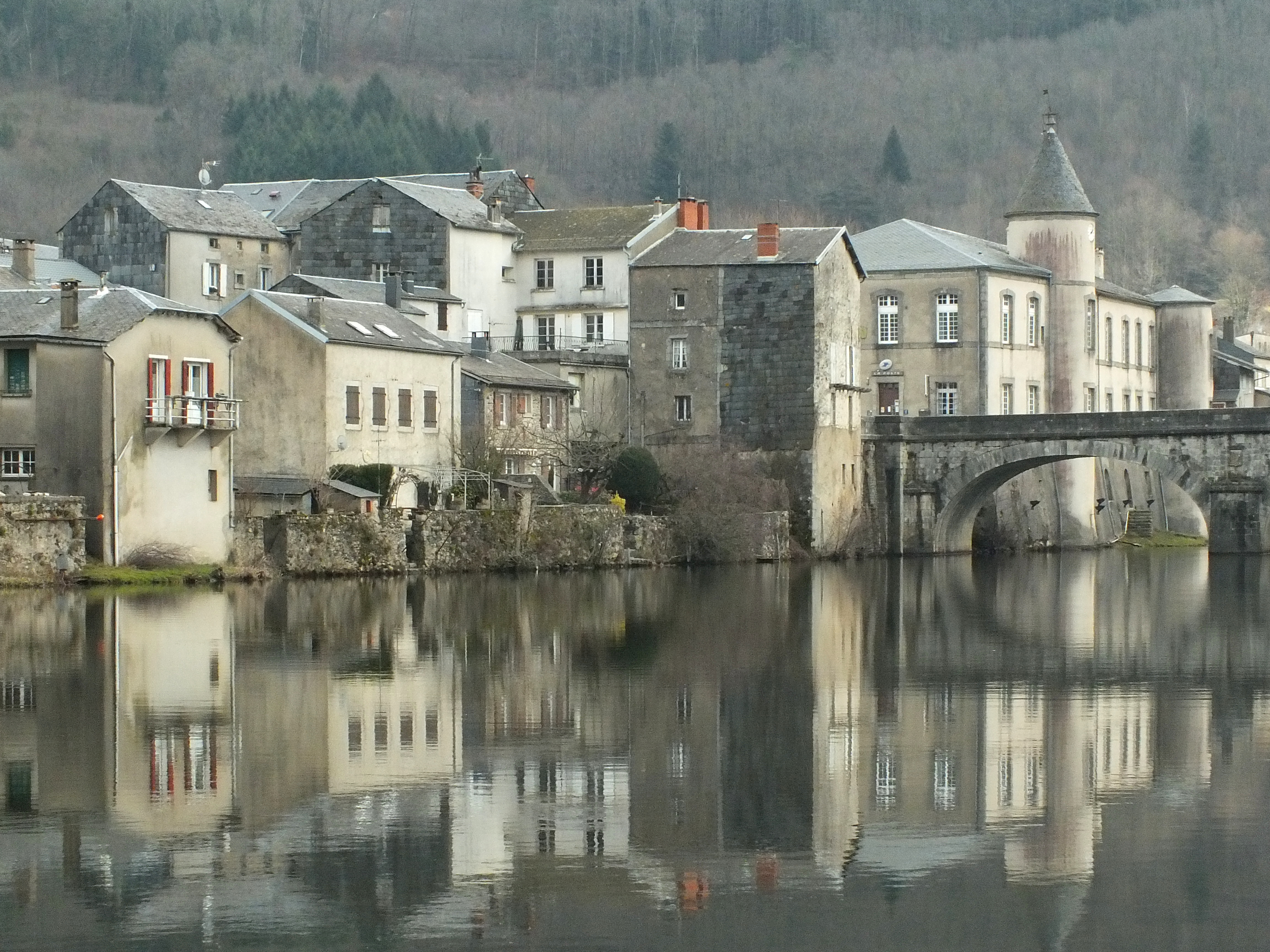
Brassac.
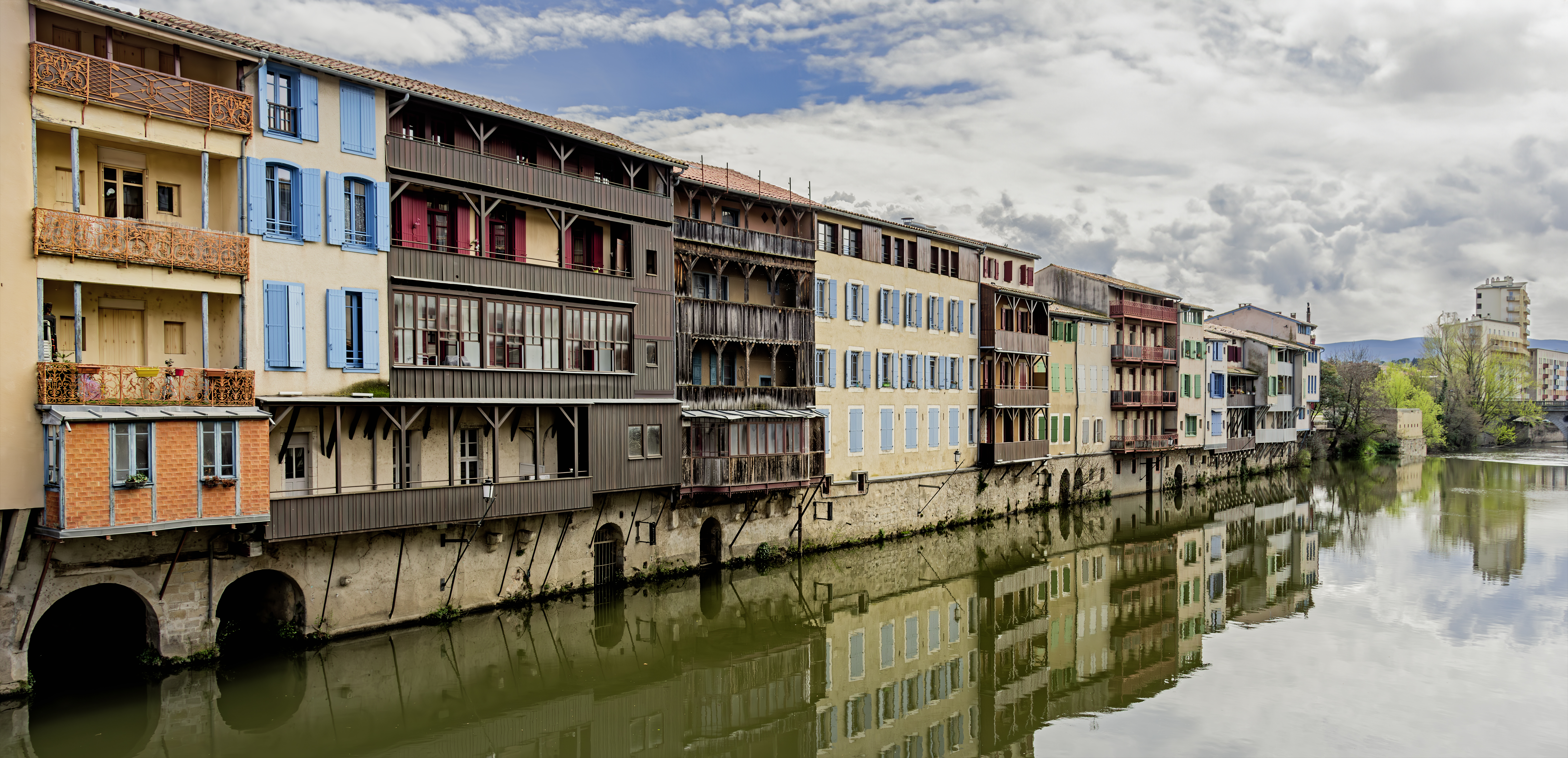
Castres.
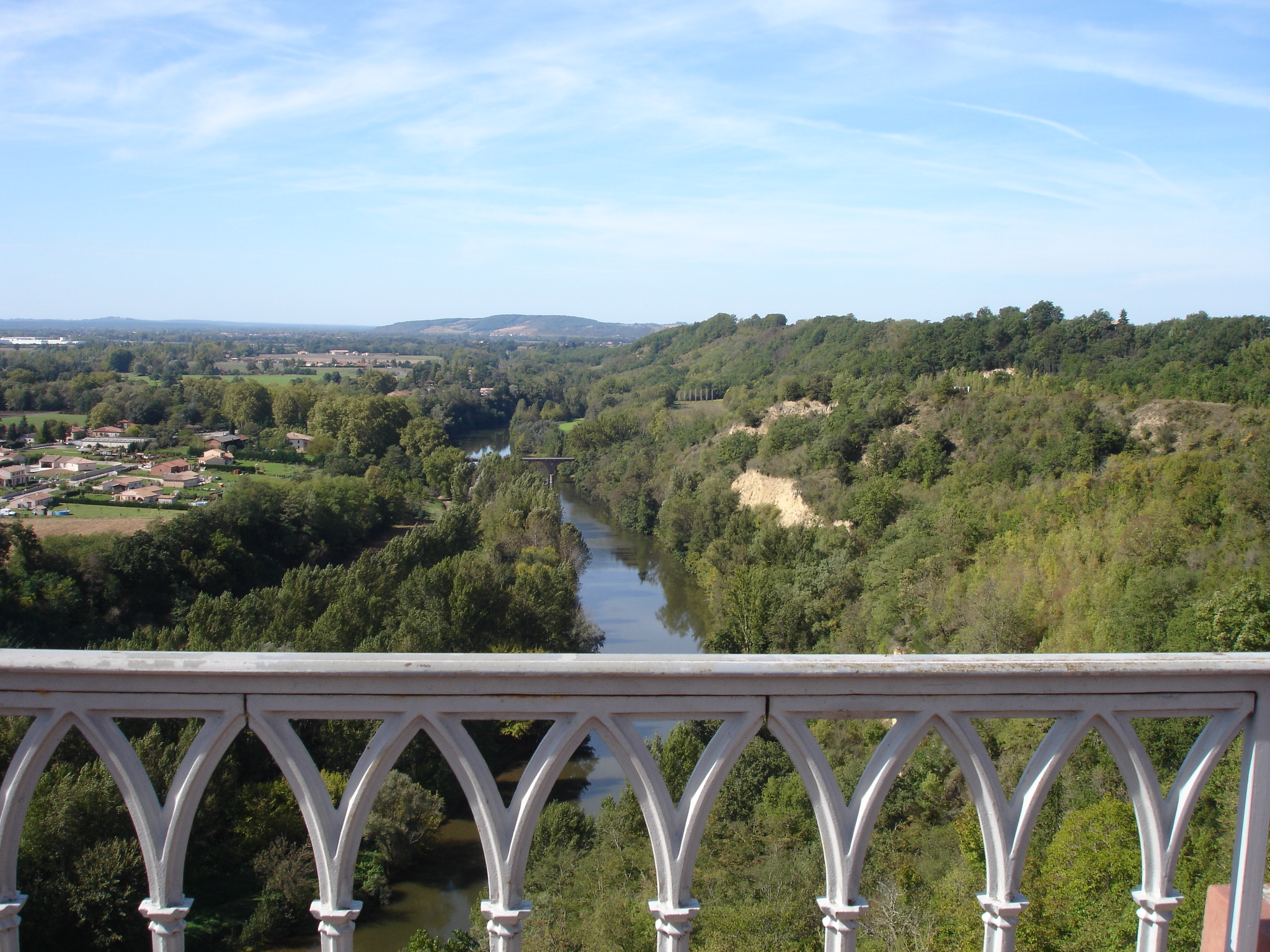
Giroussens.
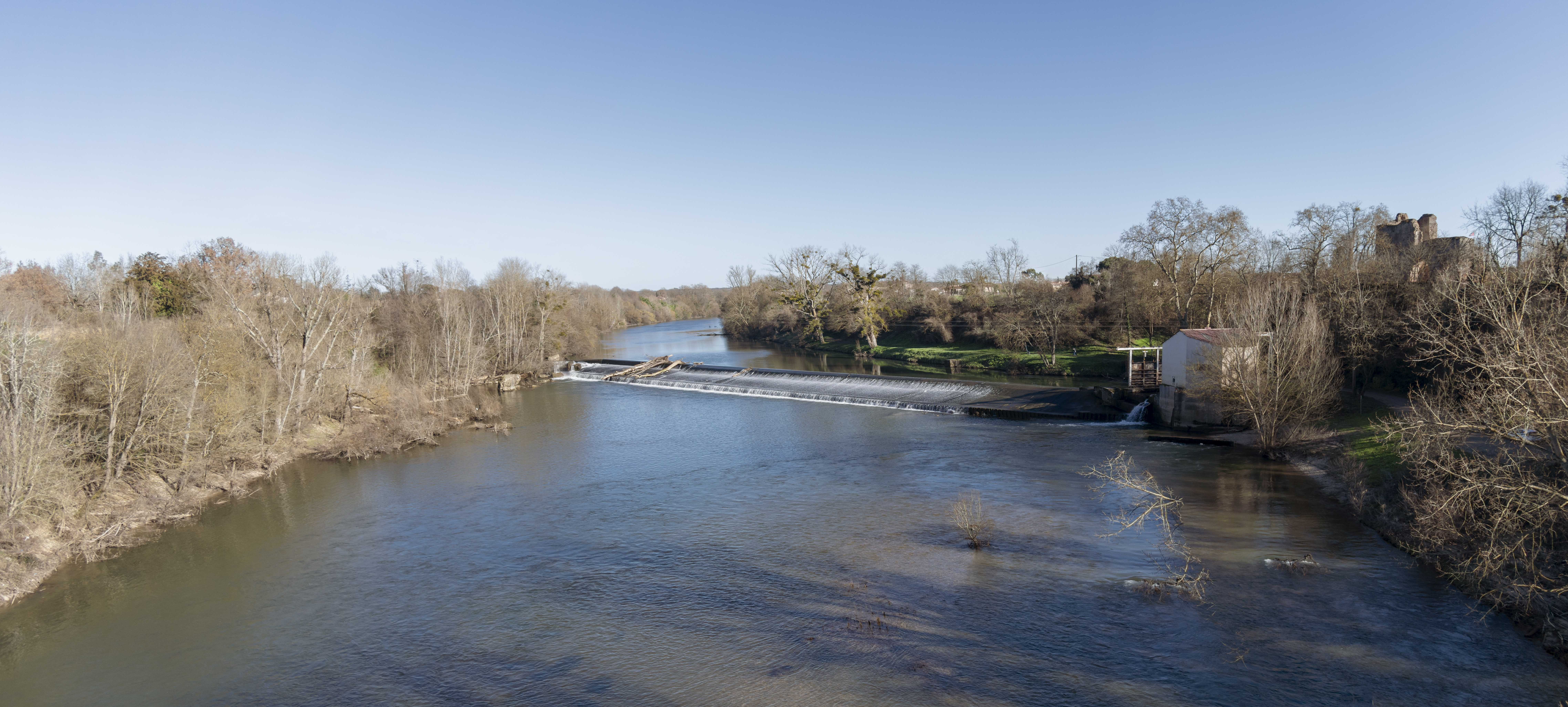
Saint-Sulpice-la-Pointe.

### Bassin versant
L'Agout traverse trente zones hydrographiques pour une superficie totale de 3 497 km2. Ce bassin versant est constitué à 59,76 % de « territoires agricoles », à 37,34 % de « forêts et milieux semi-naturels », à 2,49 % de « territoires agricoles », à 0,40 % de « surfaces en eau »,.

### Organisme gestionnaire
L'organisme gestionnaire est le syndicat mixte du bassin de l'Agout, sis à Lagarrigue.

## Principaux affluents
L'Agout compte cent-soixante-dix tronçons affluents ou bras référencés dont :
- La Vèbre (rd[note 3]), 31,2 km, qui traverse le lac du Laouzas
- Le ruisseau de Vernoubre (rd), 11,6 km
- Le ruisseau de Falcou, 10,4 km
- Le ruisseau des Agrès ou ruisseau de Teillouse, 12,4 km
- Le Vernoubre, 11,7 km
- Le Gijou (rd), 50,2 km
- Le Lignon (rg), 10,4 km
- La Durenque (rg), 31,6 km, qui conflue dans Castres.
- Le Thoré (rg), 61,7 km, qui conflue au sud de Castres et de la zone industrielle de Mélou.
- L'Aybes, 12,5 km
- Le Sor (rg), 61 km
- le ruisseau de Bagas, 21,1 km
- Le ruisseau d'en Guibaud, 13 km
- Le ruisseau de Léou, 10,3 km
- Le ruisseau de Lézert (rd), 9,5 km
- Le ruisseau du Pont de Tuile (rg) ou ruisseau de La Mouline, 9 km[4].
- Le ruisseau d'Assou (rd), 15,4 km
- Le Dadou (rd), 116 km
- Le ruisseau de Sézy, 10,6 km

## Hydrologie
- Il est soumis à un régime pluvio-nival méridional et océanique
- Débit moyen : 41 m3/s à Lavaur[5], 55 m3/s à son débouché dans le Tarn[réf. nécessaire].

L'Agout est une rivière très abondante, comme tous les cours d'eau issus de la partie sud du Massif central français.

### L'Agout à Lavaur

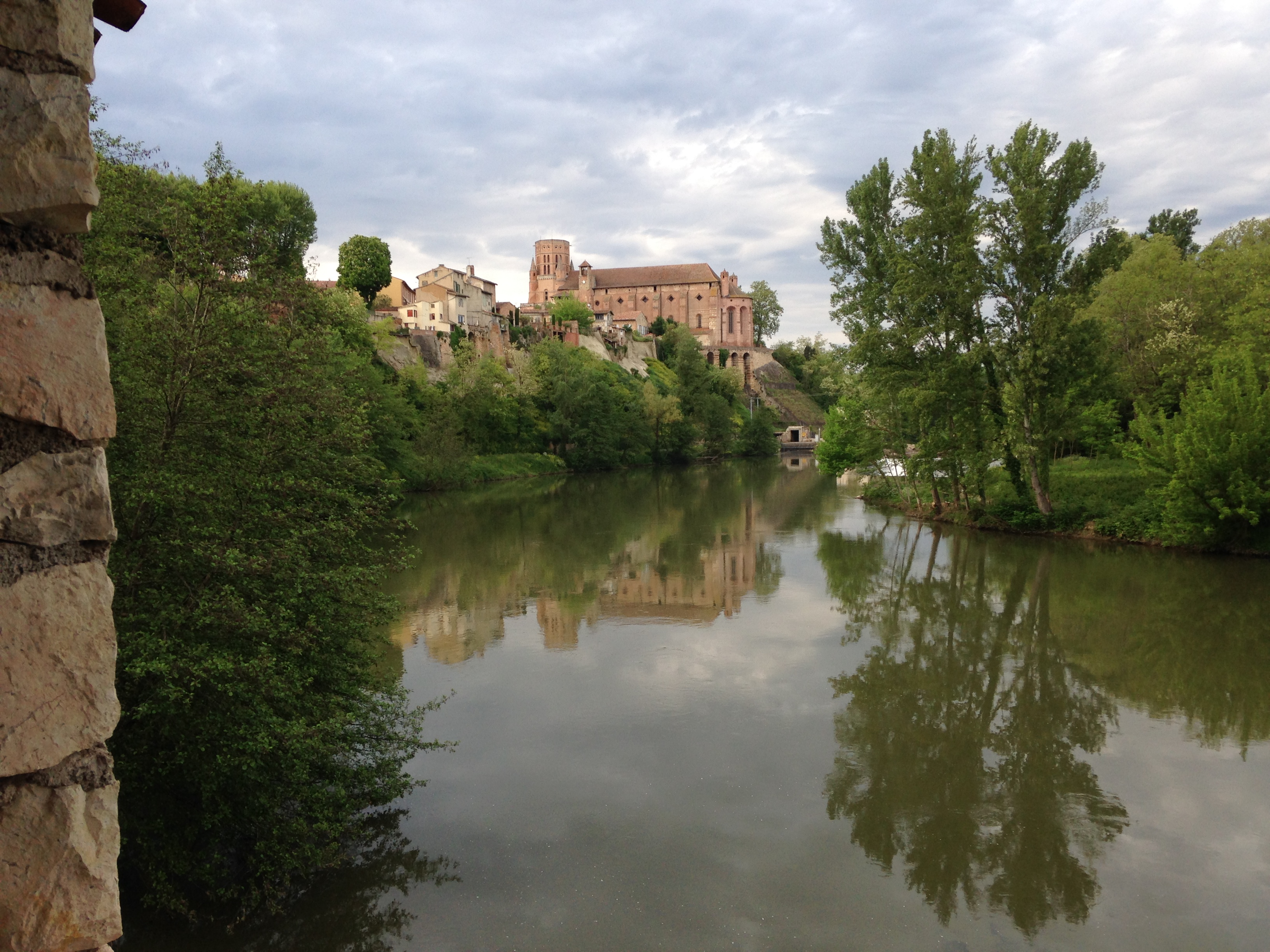
L'Agout à Lavaur.

Son débit a été observé sur une période de 56 ans (1946-2001), à Lavaur, ville du département du Tarn située un peu loin de son confluent avec le Tarn et escamotant ainsi notamment les eaux de son affluent le Dadou. Le bassin versant de la rivière à cet endroit est de 2 300 km2 (soit environ 66,3 % de sa totalité qui fait 3 497 km2). Les chiffres suivants ne représentent donc qu'une (grosse) partie des débits finaux de la rivière à son confluent avec le Tarn, mais sont tout à fait représentatifs de l'ensemble, étant donné la grande homogénéité du bassin de la rivière, au niveau des précipitations.
Le module de la rivière à Lavaur est de 41 m3/s.
L'Agout présente des fluctuations saisonnières de débit très marquées, comme bien souvent dans le tiers sud de la France, avec des hautes eaux d'hiver et de printemps portant le débit mensuel moyen à un niveau situé entre 56 et 75 m3/s, de décembre à avril inclus (avec un maximum en février), et des basses eaux d'été, de la mi-juin à la mi-octobre, avec une baisse du débit moyen mensuel jusqu'à 9,78 m3/s au mois d'août. Mais les débits mensuels moyens ne sont que des moyennes et occultent des fluctuations bien plus prononcées sur de plus courtes périodes.

### Étiage ou basses eaux
À l'étiage, le VCN3 peut chuter jusque 2,3 m3/s, en cas de période quinquennale sèche, ce qui est assez bas voire sévère, mais normal comparé aux autres cours d'eau de la région.

### Crues
Les crues peuvent être extrêmement importantes. Ainsi le débit instantané maximal enregistré a été de 1 390 m3/s le 8 décembre 1996, tandis que la valeur journalière maximale était de 934 m3/s le même jour. L'Agout a cependant atteint un débit de plus de 3 000 m3/s[réf. nécessaire]. Le QIX 10 est de 780 m3/s, le QIX 20 de 930 m3/s et le QIX 50 de 1 100 m3/s. Les QIX 2 et QIX 5 valent quant à eux respectivement 400 et 630 m3/s. D'où que les crues de décembre 2006, dont il est question plus haut, étaient plus que cinquantennales, et donc assez exceptionnelles.
On peut les comparer à ceux de l'un des affluents de la Seine au sud-est de Paris, l'Yonne, réputée pour ses crues qui inquiètent régulièrement les Parisiens. Le QIX 10 de l'Yonne en fin de parcours vaut 710 m3/s (contre 780 pour l'Agout à Lavaur) et son QIX 50 se monte à 960 m3/s (contre 1 100 m3/s pour l'Agout). Ainsi malgré un bassin plus de quatre fois moins étendu et un débit moyen de moins de moitié, le volume des crues de l'Agout l'emporte sur celles de l'Yonne.

### Lame d'eau et débit spécifique
L'Agout est une rivière abondante, alimentée par des précipitations elles aussi abondantes, dans les régions des Cévennes, des monts de l'Espinouse et de Lacaune, ainsi que de la Montagne Noire notamment. La lame d'eau écoulée dans son bassin versant est de 565 millimètres annuellement ce qui est fort élevé, largement supérieur à la moyenne d'ensemble de la France, et supérieur aussi à la moyenne de la totalité du bassin français de la Garonne (384 millimètres par an au Mas-d'Agenais). Le débit spécifique (ou Qsp) de la rivière atteint le chiffre de 17,8 litres par seconde et par kilomètre carré de bassin.

## Aménagements et écologie

### Remarques
Après un passage dans le Tarn, puis la Garonne, les eaux de l'Agout finiront leur course dans l'océan Atlantique, au même titre que les eaux de l'Ariège et du Lot.
À 17 km au sud-est de la source de l'Agout, il y a la source du Jaur (rivière), dont les eaux coulent vers la Mer Méditerranée.
Il y a donc ici une ligne de partage des eaux, entre le bassin Atlantique et le bassin Méditerranéen.

#### Anecdote
La limite entre les bassins atlantique et méditerranéen se ressent également au niveau du climat.
Avec les monts et les vallées, l'ensemble donne lieu à une importante diversité de paysages, de cultures agricoles, d'habitats traditionnels, de lieux pittoresques.